# Barca (Košice)
Barca (v minulosti i Barča, maďarsky Bárca, Bárcza) je městská část Košic, součást okresu Košice IV. V minulosti to byla samostatná obec, rozšiřováním Košic se s nimi sloučila v druhé polovině 20. století. K městské části Barca patří i letecké muzeum a Letiště Košice. Na území městské části se nachází park o velikosti sedm hektarů.

## Historie
Původ názvu Barci je sporný. Podle jednoho vysvětlení pochází ze staromaďarského osobního jména Barca, jehož předchůdcem je osobní jméno Borz tureckého původu (staroturecké bars = tygr). Podle druhého vysvětlení pochází ze slovanského podstatného jména barica, což znamená mokrá louka.
Na území této městské části  byly objeveny pozůstatky starověkého osídlení starého 70 000 – 100 000 let. Barca je poprvé je zmíněna v listině z roku 1215, a to již tehdy pod názvem Barca. Již ve 13. století ji tvořily tři vesnice (Albárca, Felbárca a Közébárca). 

## Obecní správa

### Místní části
- Boľarov (Borodáčova, Vozárova, Gavlovičova, Krátká, Barčianska)
- Habeš (Osloboditeľov, Meděná, Bronzová, Cínová, Zinková, U stanice, Strieborná, Mosazná)
- Nová Barca (Podnikatelská, Močiarna, Kubíková, Při Vagovni)
- Nový Jarek (Barčianska, Hraničná, Zelných, Lněná, Ovocná, Turnianska)
- ORTAS (Abovská, Matičná, Teplého)
- Stará Barca (Hečkova, Pokojná, Při Poště, Tešedíkova, Zborovjanova)
- Světla Pusta ("Világos")
- Tatry (Timravy, Poničanova, Kostrova, Horovova, Svetlá)

### Symboly obce
Zastupitelstvo v Košicích usnesením č. 1201/2006 na svém XXV. jednání dne 26. října 2006 v souladu se zákonem o obcích schválilo Obecně závaznou vyhlášku města Košice č. 82 o znaku a vlajce městské části Košice-Barca.
V červeném štítě z položené, hrotem vlevo směřující radlice vyrůstají tři klasy doprovázené dvěma hvězdami, vše zlaté.
Vlajka městské části skládá ze dvou podélných pruhů v barvách červené a žluté, list je lemovaný žluto – modro děleným lemem. Vlajka má poměr stran 2:3 a je ukončena třemi cípy, tj. dvěma zástřihy, sahajícími do třetiny její listu.

## Hospodářství
- Východoslovenské strojárne
- Lynx

## Sport
- Stadion TJ Barca
- Fotbalový klub Barca hraje 4. nejvyšší soutěž.

## Pamětihodnosti
- Zámeček rodiny Zichy je postaven v renesančním stylu a byl vícekrát renovován. Postaven byl v 15. století. Renovován byl v roce 1849. V roce 1899 ho přestavěl známý košický stavitel Jakab. Budova sloužila několika účelům. V roce 1935 zde bylo Štátne pokusné hospodárstvo, v letech 1936–1938 zde byla zřízena Gazdinská škola, v roce 1938 sem umístili vojenské velitelství, později Maďarskou četnickou školu. Po osvobození až do roku 1952 byla část budovy využívána pro účely zřízené stanice Sboru národní bezpečnosti. Od 9. října 1955 do 18. září 1970 byla v budově zámečku Střední zemědělská technická škola, následně v těchto prostorách bylo umístěno Stredné poľnohospodárske učilište. V roce 2008 odkoupila budovu městská část a zřídila v ní místní úřad, knihovnu, muzeum a poštu.
- Zámeček rodiny Barczay se nachází v parku naproti kalvínskému kostelu, a je postaven v barokním stylu ze 17. století a konečnou dnešní podobu dostal v roce 1840. Při jeho renovaci byl vyjmut základní kámen, na kterém byl nápis z roku 1454 při příležitosti tehdejší renovace. Tento zámeček používala rodina Barczayovcov prakticky až do roku 1945. Od roku 1955 v něm sídlil Domov mládeže Strednej Poľnohospodársko-technickej školy. V současnosti je plánován jako hotel.
- Zámeček rodiny Berzeviczy je stavbou barokního slohu z 18. století, přestavěný v 19. století. Po první světové válce Berzeviczy pronajal velkostatek i s budovami Moškovičovi, který nechal zámeček zpustnout. Po skončení druhé světové války v něm umístili obchod a hostinec potravního družstva, jakož i poštovní úřad, později sloužil jako sklad. V roce 1976 ho převzal Pamiatkostav Prešov a později Státní restaurátorské ateliéry, které ho měly rekonstruovat. V roce 1995 se po více než čtyřletých snahách podařilo zámeček odkoupit městské části Košice-Barca. Ta následně zámeček prodala a nyní jako zrekonstruovaný slouží k soukromým účelům.
- Kostel svatého Petra a Pavla patří římskokatolické církve. Byl postaven v gotickém slohu v 14. století. Poprvé byl přestavěn v roce 1934 a podruhé v roce 1944. Poslední větší rekonstrukce proběhla v 80. letech 20. století. Je zasvěcený svatým Petrovi a Pavlovi.
- Kalvínský kostel je kostelem reformované církve. Byl postaven v roce 1795 a jeho poslední větší úprava byla provedena v 90. letech 20. století. Vedle kostela je budova fary postavena v roce 1905.

### Pomníky

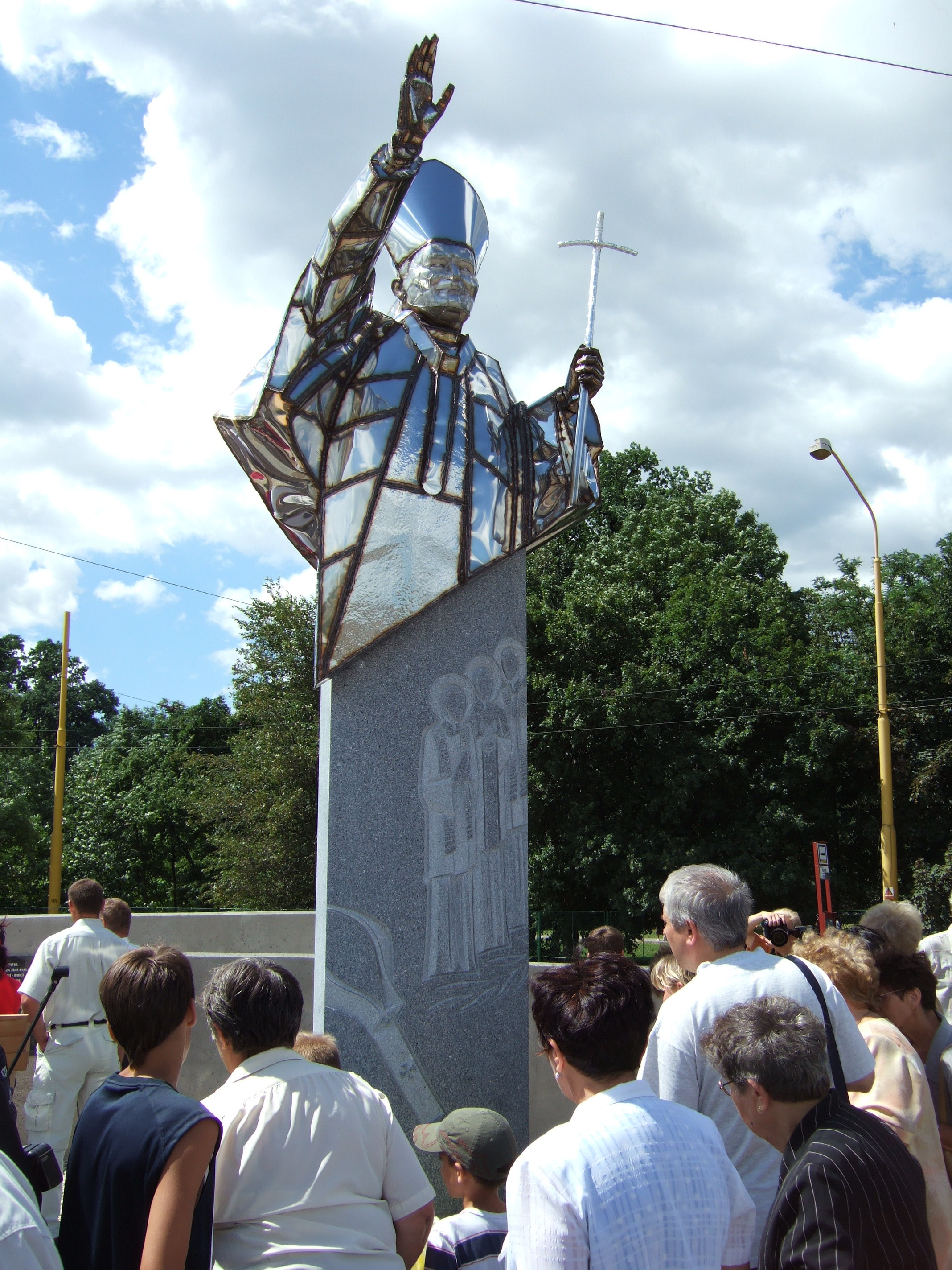
Socha papeže Jana Pavla II.

- Socha papeže Jana Pavla II. – slavnostně ji odhalil bývalý osobní tajemník papeže kardinál Stanisław Dziwisz dne 15. července 2006 – jedenáct let po návštěvě papeže Jana Pavla II. v Košicích-Barci (2. červenec 1995). Během slavnostní liturgie na košickém letišti tehdy papež svatořečil tři košické mučedníky, prohlásil Košickou arcidiecézi a udělil arcibiskupské pallium Alojzi Tkáčovi. Socha je umístěna na konečné zastávce tramvaje, před vstupem do parku. Na slavnosti odhalení sochy se zúčastnili Henryk Józef Nowacki, apoštolský nuncius Svatého stolce v ČR, Alojz Tkáč, košický arcibiskup-metropolita, slovenský eurokomisař Ján Figeľ nebo exprezidenti Michal Kováč a Rudolf Schuster. Autorem sochy je Peter Harničár, zhotovil ji ze žuly a leštěného nerezového plechu. Monument je vysoký 4,72 m.

## Osobnosti
- Vladimír Janočko
- Jozef Plachý

## Galerie

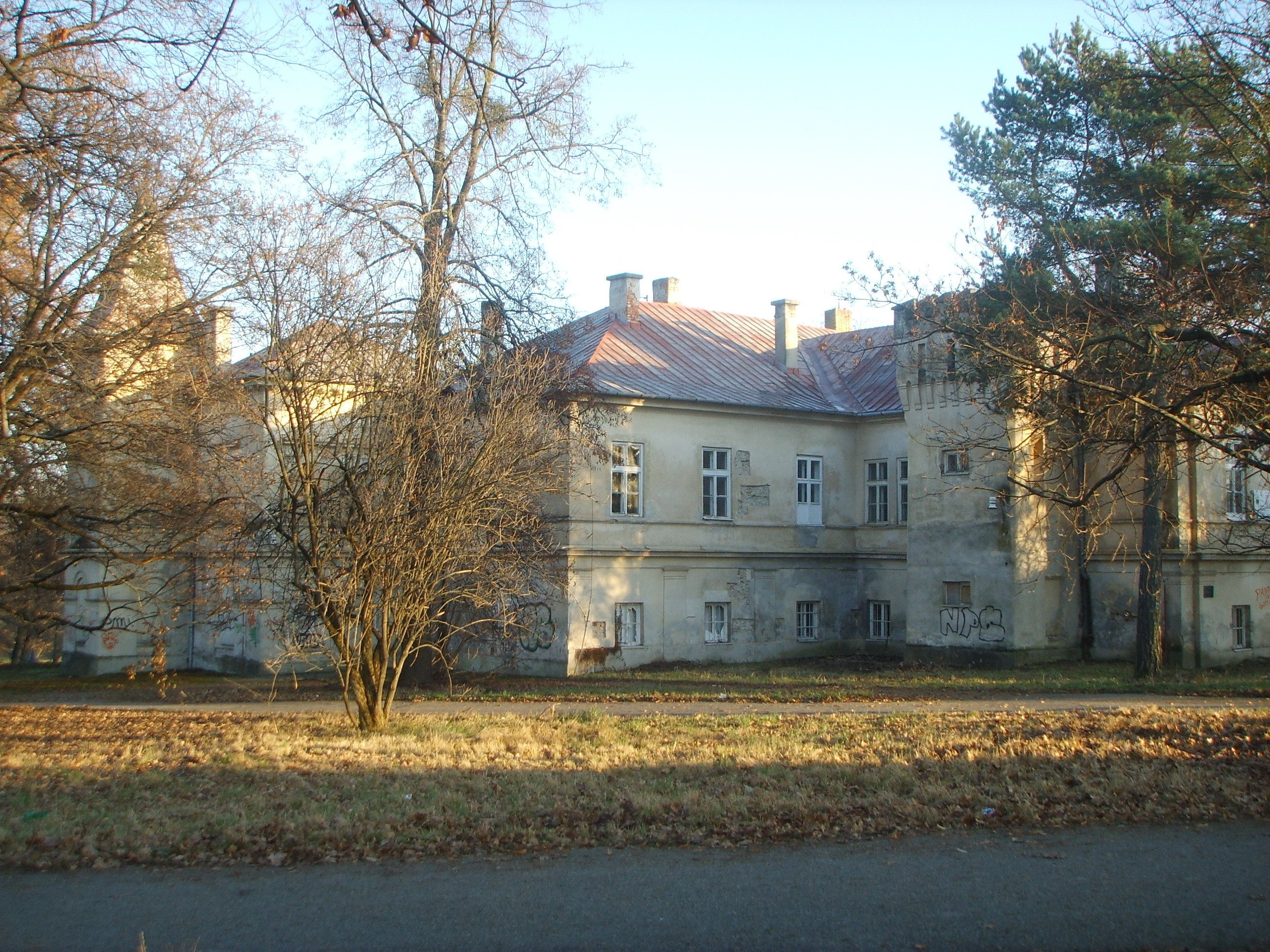
Zámeček rodiny Barczay
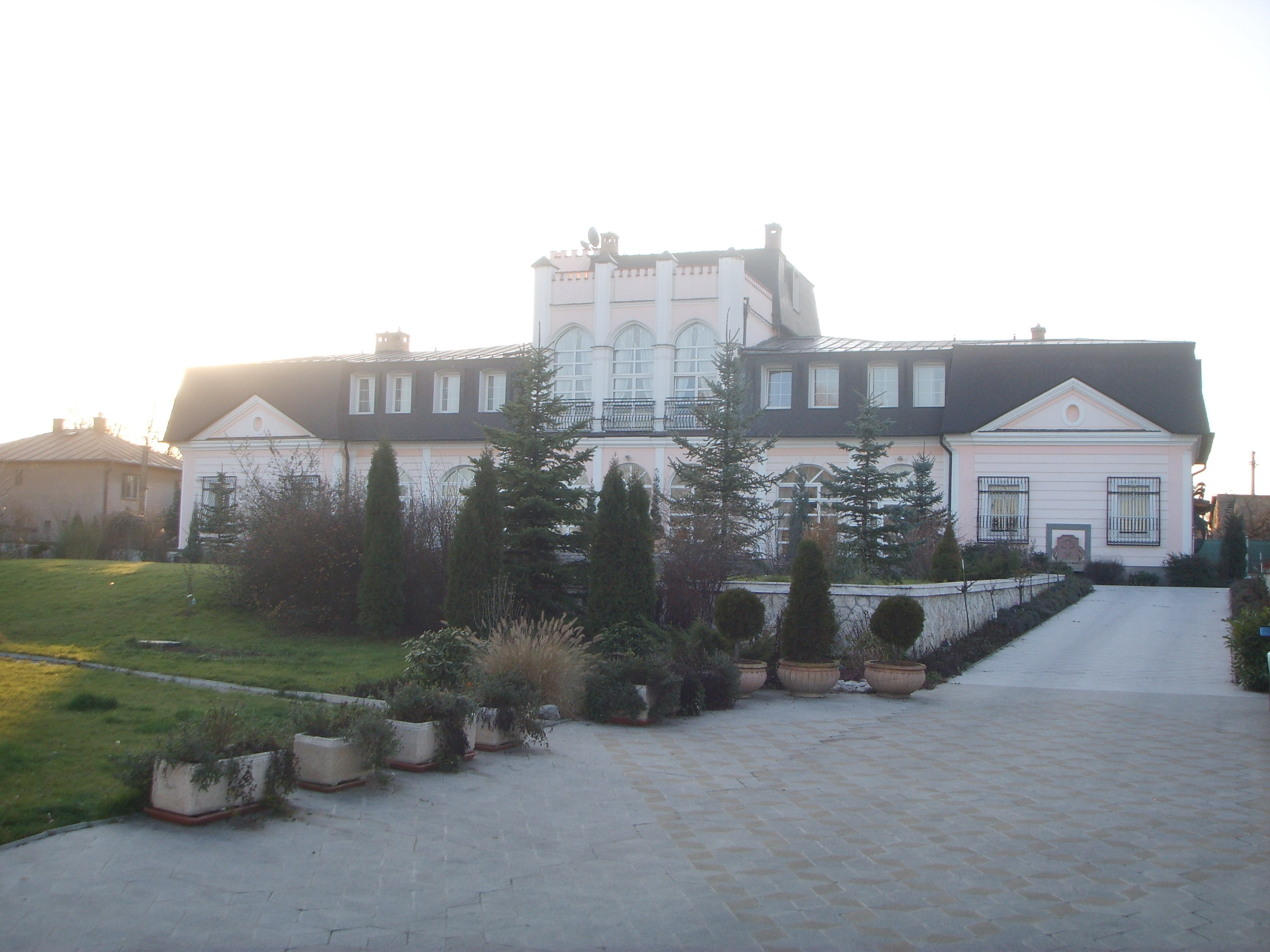
Zámeček rodiny Berzeviczi
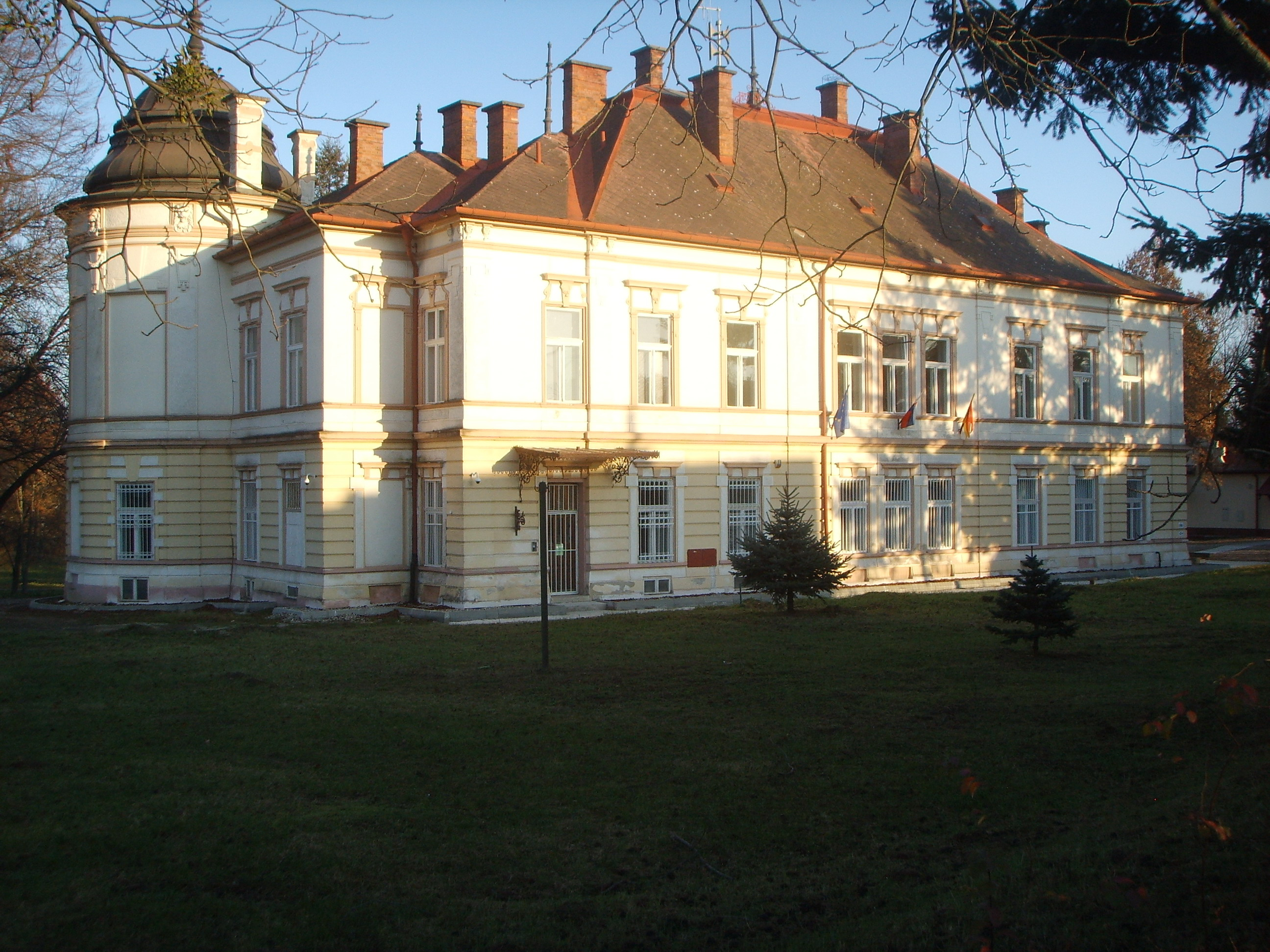
Zámeček rodiny Zichy
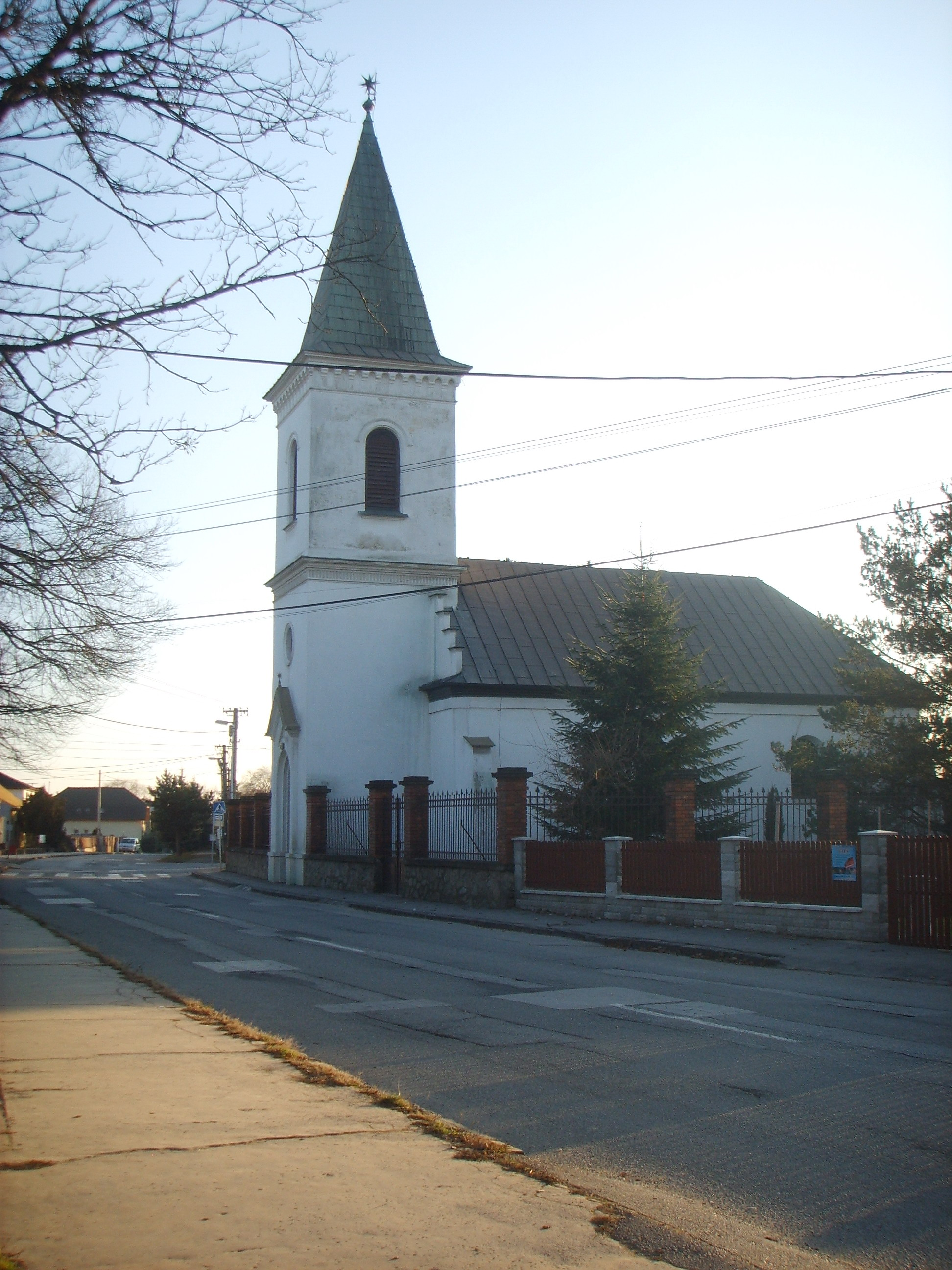
Kalvínský kostol
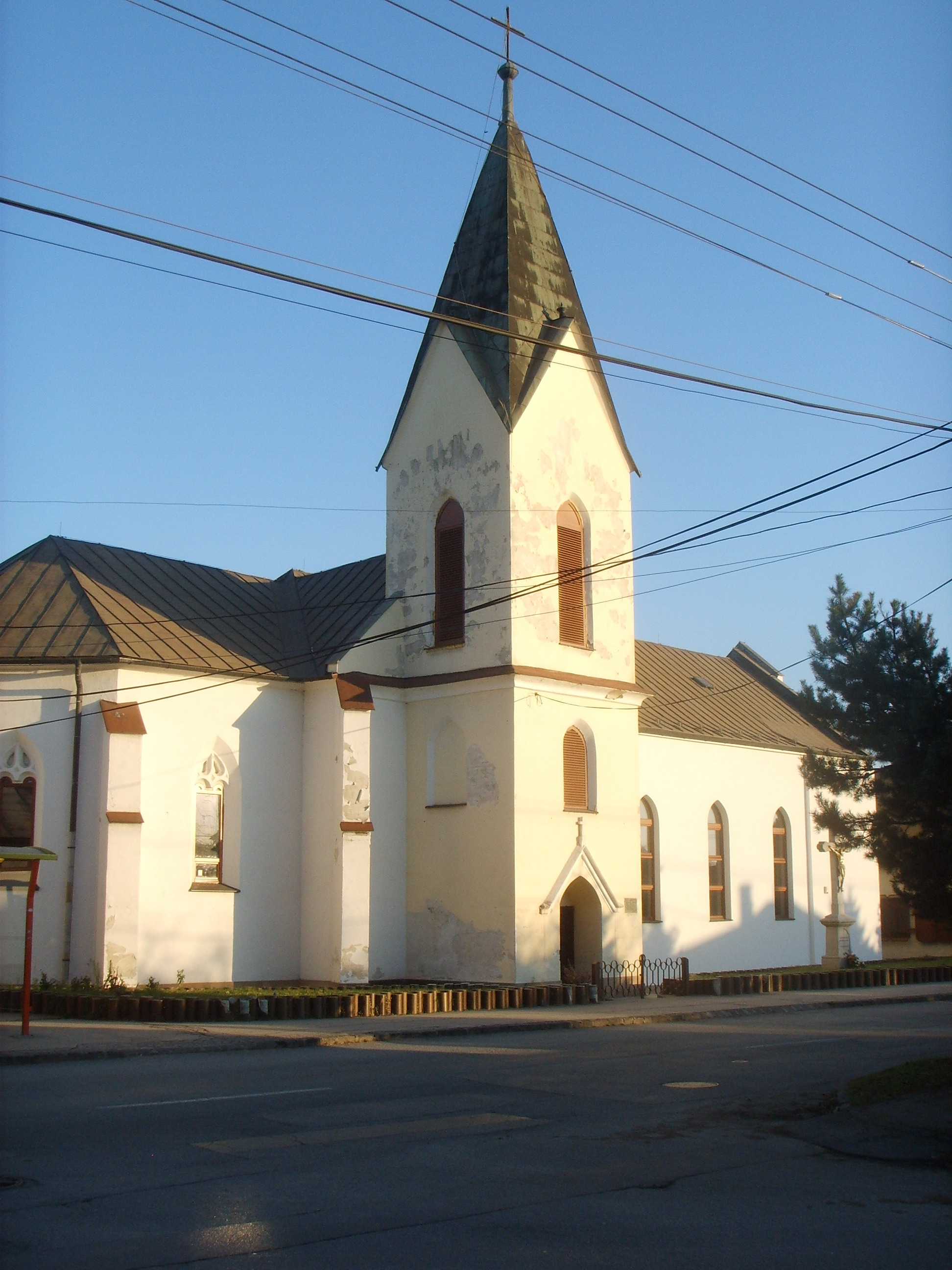
Kostel svatého Petra a Pavla